# Гольцева, Екатерина Евгеньевна
Екатери́на Евге́ньевна Го́льцева (род. 10 декабря 2002) — российская шахматистка, мастер ФИДЕ (2019), гроссмейстер среди женщин (2025), мастер спорта России (2020). Победительница финала Кубка России среди женщин (2021). Победительница командного чемпионата России в составе команды «Сима-ленд» из Свердловской области (2024), серебряный призёр чемпионата 2022 года в составе сборной «Южный Урал — 1» (Челябинская область) и бронзовый в составе сборной Московской области (2023).
Гольцева занимается шахматами с четырёх лет, в 10 лет вошла в юношескую сборную команду России, сейчас является членом женской сборной России. Она занималась в спортивной школе № 9 в Нижнем Новгороде. Брат Дмитрий — также шахматист, стример, мастер ФИДЕ. Родители — Евгений Гольцев и Светлана Вифлеемская — шахматные тренеры.
В 2010 году заняла 2-е место на чемпионате Европы до 8 лет, в 2013 году — до 12 лет, а спустя год выиграла его. В 2017 году стала призёром чемпионата России до 17 лет и Приволжского федерального округа, в 2022 году стала чемпионкой России до 21 года. Участница чемпионатов мира по рапиду и блицу (2018, 2019), турниров Moscow Open 2020 (25-е место), Аэрофлот Опен 2024 (140-е) и 2025 (98-е). Трижды участвовала в чемпионате России (2022, 2023, 2024).
В апреле 2025 года стала первой в истории Нижегородской области гроссмейстером среди женщин.